# Red Pontiac
La 'Red Pontiac', connue aussi sous le nom de 'Dakota Chief', est une variété de pomme de terre à peau rouge et à faible teneur en matière sèche, originaire des États-Unis. Sélectionnée en 1949 en Floride par l'obtenteur J. W. Weston, elle est issue d'une mutation de la variété 'Pontiac' créée en 1938 par le département de l'Agriculture des États-Unis (USDA).
Elle est enregistrée depuis le 31 décembre 1977 au catalogue officiel européen des variétés ainsi qu'aux catalogues nationaux en Espagne, France et Luxembourg.

## Caractéristiques
La plante, de taille assez élevée, a un port légèrement étalé. Les tiges, épaisses, ont des angles marqués, avec les nœuds légèrement colorés en rouge pourpre, et des ailes proéminentes et doubles.
Les fleurs, grandes, pourpre clair, ont les extrémités des pétales blanches.
Les tubercules, de taille assez grande et de forme arrondie à oblongue, ont la chair blanche, la peau lisse, parfois réticulée, de couleur rouge foncé, avec les yeux moyennement enfoncés.
C'est une variété très sensible à diverses maladies : mildiou, gale commune, fusariose, verticilliose, ainsi qu'aux virus A, X, Y et au virus de l'enroulement.